# Psychologie de la forme
Ne doit pas être confondu avec Gestalt-thérapie.
 (septembre 2017).
La psychologie de la forme, théorie de la Gestalt ou gestaltisme (de l'allemand, Gestaltpsychologie) est une théorie psychologique et philosophique proposée au début du XXe siècle selon laquelle les processus de la perception et de la représentation mentale traitent les phénomènes comme des formes globales plutôt que comme l'addition ou la juxtaposition d'éléments simples.
Elle se base sur trois postulats :
1. Les activités psychiques ont lieu dans un système complexe et ouvert, dans lequel chaque système partiel est déterminé par sa relation à ses méta-systèmes.
2. Un système se définit comme une unité dynamique à partir des relations entre ses éléments psychologiques.
3. Un système tend vers une harmonie entre toutes ses qualités pour permettre une perception ou conception concise et claire, la « bonne forme »[1].

Le gestaltisme est considéré comme une forme précoce et l'une des principales sources, avec la linguistique saussurienne, du courant intellectuel structuraliste qui se généralise au milieu du XXe siècle. Ils partagent pour l'essentiel les mêmes principes méthodologiques : holisme, intérêt pour les relations entre unités élémentaires, caractère non conscient du modèle théorique.

## Histoire de la théorie gestaltiste

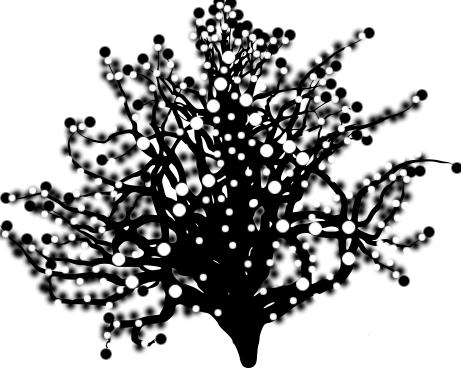
« L'arbre pensé » sans les racines.

On trouve son origine dans quelques idées de Goethe.
Christian von Ehrenfels a théorisé la notion de forme en 1890 dans un article intitulé Über Gestaltqualitäten. Il y explique que dans l'acte de perception nous ne faisons pas que juxtaposer une foule de détails, mais nous percevons des formes (Gestalt) globales qui rassemblent les éléments entre eux. Ehrenfels propose un exemple musical : lorsqu'on se rappelle une mélodie, on se souvient d'une structure globale de musique et non d'une suite successive de notes prises isolément.
L'idée de forme se retrouve aussi dans la phénoménologie, fondée par Edmund Husserl, qui est l'étude de l'essence des choses . Par exemple, « l'arbre pensé » ressemble à une forme générale abstraite composé d'un tronc, des branches et des feuilles.
Aux XIXe et XXe siècles, Ernst Mach et Christian von Ehrenfels posent les prémices qui seront développées par Max Wertheimer, Wolfgang Köhler, Kurt Koffka, Kurt Goldstein et Kurt Lewin. Ils se sont tous distanciés de la notion d'éléments dans la psychologie, l'associationisme, et de la psychologie comportementaliste ou de celle basée sur la théorie des instincts[réf. nécessaire].
Comme le dit Paul Guillaume (1878-1962), principal représentant français de la Gestalt, « Dès lors, on pouvait admettre que l'unité de tous les complexes psychiques avait la même origine que la liaison d'un couple de syllabes dépourvues de sens dans les expériences d'Ebbinghaus, ou la liaison d'un signal conditionnel et d'une réaction dans celles de Pavlov ».
Après leur prise du pouvoir, les nazis destituent les intellectuels juifs de leur poste. Wertheimer, Köhler, Goldstein et Lewin émigrent ou sont forcés à s'exiler ; Koffka s'était déjà installé aux États-Unis quelques années plus tôt. Mais la greffe théorique prend mal sur le sol américain, où le behaviorisme règne alors en maître.

## Gestalt et perception

Points d'un cube imaginaire.

Si le mot allemand Gestalt se traduit par « forme » (ainsi Gestalttheorie signifie « théorie de la forme »), il s'agit en réalité de quelque chose de beaucoup plus complexe, qu'aucun mot ne traduit exactement dans aucune langue. Aussi, a-t-on conservé ce terme de gestalt aussi bien en français (où il est entré dans le dictionnaire), qu'en anglais, en russe ou en japonais.
Le verbe gestalten peut être traduit par « mettre en forme, donner une structure signifiante ». Le résultat, la « gestalt », est donc une forme structurée, complète et prenant sens pour nous.
- Par exemple, une table prend une signification différente pour nous selon qu'elle soit recouverte de livres et de papiers, ou d'une nappe et de plats (sa « gestalt » globale a changé) ; dans un cas, la table est un bureau de travail, et dans l'autre, une table destinée au repas.
- Autre exemple, lorsqu'on regarde les étoiles, chacune d'elles est un stimulus visuel, pourtant on peut facilement les organiser en constellations, en ensemble formé de stimuli. Ainsi, l'image mentale que nous avons en tête est une forme, et peut être évaluée par notre esprit en tant que telle, par exemple en la nommant : « la Grande Ourse ».

En fait, dès notre naissance, la première « forme » importante que nous reconnaissions est une gestalt : c'est le visage de la sage-femme. Le nouveau-né n'en perçoit pas encore les détails, mais la forme globale est « signifiante » pour lui.
Nos perceptions obéissent à un certain nombre de lois : ainsi, une totalité (dans cet exemple, un visage humain) ne peut se réduire à la simple somme des stimuli perçus ; de même,
- l'eau est autre chose que de l'oxygène et de l'hydrogène ;
- une symphonie est autre chose qu'une succession de notes.

On constate ainsi que le tout est plus et autre que la somme de ses parties, un des principes phares de la théorie de la gestalt.
La théorie souligne aussi qu'une partie dans un tout est autre chose que cette même partie isolée ou incluse dans un autre tout - puisqu'elle tire des propriétés particulières de sa place et de sa fonction dans chacun d'entre eux : ainsi, un cri au cours d'un jeu est autre chose qu'un cri dans une rue déserte ; être nu sous la douche n'a pas le même sens que de se promener nu sur les Champs-Élysées.
Pour comprendre un comportement ou une situation, il importe donc, non seulement de les analyser, mais surtout, d'en avoir une vue synthétique, de les percevoir dans l'ensemble plus vaste du contexte global, avoir un regard non pas plus « pointu » mais plus large : le « contexte » est souvent plus signifiant que le « texte ». « Com-prendre » c'est prendre ensemble.
Un exemple du philosophe Jean-Paul Sartre, influencé par la Gestalttheorie, permet de bien comprendre cela :

« J'ai rendez-vous avec Pierre à quatre heures. J'arrive en retard d'un quart d'heure : Pierre est toujours exact ; m'aura-t-il attendu ? Je regarde la salle, les consommateurs, et je dis : "Il n'est pas là." (...) "J'ai tout de suite vu qu'il n'était pas là"... Il est certain que le café, par soi-même, avec ses consommateurs, ses tables, ses banquettes, ses glaces, sa lumière, son atmosphère enfumée, et les bruits de voix, de soucoupes heurtées, de pas qui le remplissent, est un plein d'être. Et toutes les intuitions de détail que je puis avoir sont remplies par ces odeurs, ces sons, ces couleurs... Mais il faut observer que, dans la perception, il y a toujours constitution d'une forme sur un fond. Aucun objet, aucun groupe d'objets n'est spécialement désigné pour s'organiser en fond ou en forme : tout dépend de la direction de mon attention. Lorsque j'entre dans le café, pour y chercher Pierre, il se fait une organisation synthétique de tous les objets du café en fond sur quoi Pierre est donné comme devant paraître... Chaque élément de la pièce, personne, table, chaise, tente de s'isoler, de s'enlever sur le fond constitué par la totalité des autres objets et retombe dans l'indifférenciation de ce fond, il se dilue dans ce fond. Car le fond est ce qui n'est vu que par surcroît, ce qui est l'objet d'une attention purement marginale. (...) Je suis témoin de l'évanouissement successif de tous les objets que je regarde, en particulier des visages, qui me retiennent un instant ("Si c'était Pierre ?") et qui se décomposent aussi précisément parce qu'ils "ne sont pas" le visage de Pierre. Si, toutefois, je découvrais enfin Pierre, mon intuition serait remplie par un élément solide, je serais soudain fasciné par son visage et tout le café s'organiserait autour de lui, en présence discrète »

— Jean-Paul Sartre, L'Être et le Néant (1943).

## Principes de base de la Gestalt

Vase de Rubin.

La Gestalt est un paradigme qui s'oppose globalement à l'individualisme (bottom-up) en renversant cette perspective vers une approche top-down : en physique, la perception globale d'une forme précède les détails ; en psychologie, la société, le groupe, la culture, la nation sont des entités supérieures qui priment sur l'individu.
D'où le postulat gestaltiste suivant :
- le monde, le processus perceptif et les processus neurophysiologiques sont isomorphes ; c'est-à-dire structurés de la même façon, ils se ressemblent dans leurs structures et dans leurs principes (d'une certaine façon).
- Il n'existe pas de perception isolée, la perception est initialement structurée.
- La perception consiste en une distinction de la figure sur le fond (vase de Rubin).
- Le tout est perçu avant les parties le formant : « Le Tout est différent de la somme des parties » ou « L'ensemble prime sur les éléments qui le composent »[9].
- La structuration des formes ne se fait pas au hasard, mais selon certaines lois dites « naturelles » et qui s'imposent au sujet lorsqu'il perçoit.

## Les principales lois de la Gestalt

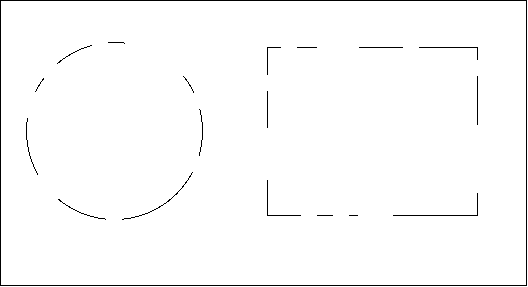
La loi de clôture.

- La loi de la bonne forme : loi principale dont les autres découlent : un ensemble de parties informes (comme des groupements aléatoires de points) tend à être perçu d'abord (automatiquement) comme une forme, cette forme se veut simple, symétrique, stable, en somme une bonne forme.
- La loi de continuité : des points rapprochés tendent à représenter des formes lorsqu'ils sont perçus, nous les percevons d'abord dans une continuité, comme des prolongements les uns par rapport aux autres.

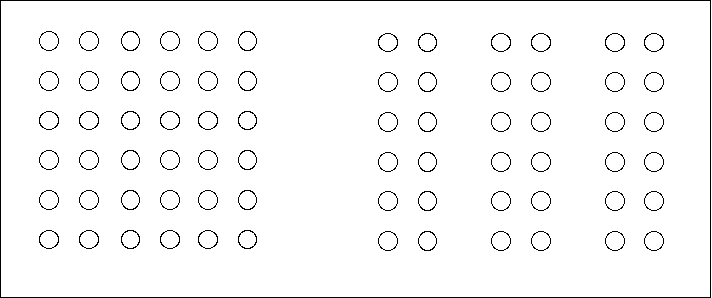
La loi de proximité.

- La loi de la proximité : nous regroupons les points d'abord les plus proches les uns des autres.

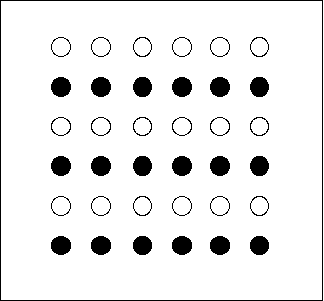
La loi de similarité.

- La loi de similitude : si la distance ne permet pas de regrouper les points, nous nous attacherons ensuite à repérer les plus similaires entre eux pour percevoir une forme.
- La loi de destin commun : des parties en mouvement ayant la même trajectoire sont perçues comme faisant partie de la même forme.
- La loi de familiarité : on perçoit les formes les plus familières et les plus significatives.

Ces lois agissent en même temps et sont parfois contradictoires.
Les exemples cités appartiennent au domaine visuel ; c'est celui que la communication imprimée permet de reproduire. Les principes de la psychologie des formes trouvent une application dans le domaine auditif en psychologie de la musique et probablement aussi par rapport aux sensations kinésiques, de mouvement corporel. Les lois de continuité et de similitude, par exemple, s'appliquent quand on suit un instrument particulier dans un ensemble orchestral, ou une conversation dans un environnement bruyant. Dans les mêmes circonstances, la loi de familiarité fait entendre une voix connue, alors qu'on prête attention à une autre, un phénomène appelé l'Effet cocktail party.

## Représentants importants
- Les trois fondateurs Max Wertheimer, Wolfgang Köhler et Kurt Koffka sont les pionniers du groupe de Berlin sur la psychologie de la forme dans les années 1920.
- Kurt Lewin, fondateur de la dynamique de groupe.
- Fritz Perls (1893-1970), fondateur de la Gestalt-thérapie, et Paul Goodman.
- Wolfgang Metzger, Edwin Rausch et Kurt Gottschaldt sont les élèves qui sont restés en Allemagne après l'émigration forcée de Wertheimer et de Köhler. Karl Duncker, élève de Wertheimer et Köhler, a émigré aux États-Unis.
- Mary Henle et Solomon Asch sont deux représentants américains de la deuxième génération de psychologues de la forme.
- Paul Guillaume et Maurice Merleau-Ponty ont fait connaître la Gestaltpsychologie en France.

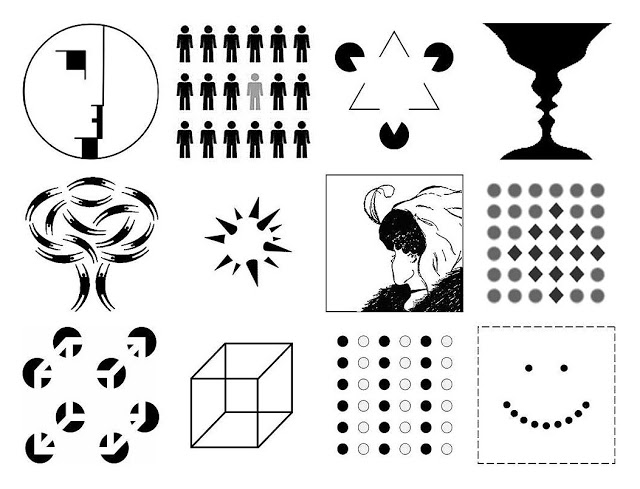
Composition avec des lois de la Gestalt (Théorie et design dans l’Âge de la Nouvelle Objectivité, 2011).

## Gestalt et structuralisme
Le structuralisme est un ensemble de courants holistes en méthodologie scientifique (épistémologie) apparus principalement en sciences humaines et sociales au milieu du XXe siècle, ayant en commun l'utilisation du terme de structure entendue comme modèle théorique (inconscient, ou non empiriquement perceptible) organisant la forme de l'objet étudié pris comme un système, l'accent étant mis moins sur les unités élémentaires de ce système que sur les relations qui les unissent. La référence explicite au terme de structure, dont la définition n'est pas unifiée entre les différents courants de pensée concernés, s'organise progressivement avec la construction institutionnelle des sciences humaines et sociales à partir de la fin du XIXe siècle dans la filiation positiviste ; elle reste l'apanage de la linguistique et de la phonologie jusqu'à sa généralisation après 1945.
La définition descriptive commune du structuralisme retient principalement le mouvement formaliste français des années 1950 et 1960 (linguistique, critique littéraire, psychanalyse, anthropologie structurale),, mais le structuralisme est parfois considéré sur l'histoire de plus longue durée comme une étape contemporaine des théories de la connaissance, dans la généalogie des philosophies de la forme, depuis Aristote jusqu'à Leibniz, Kant, Goethe, Husserl notamment,,
Dans cette filiation intellectuelle, le psychologue Jean Piaget est l'auteur qui a le plus développé l'argument du lien généalogique entre gestaltisme et la tendance formaliste et statique (anti-diachronique) du structuralisme : « La Gestalt représente un type de structures qui plaît à un certain nombre de structuralistes dont l'idéal, implicite ou avoué, consiste à chercher des structures qu'ils puissent considérer comme pures, parce qu'ils les voudraient sans histoire et a fortiori sans genèse, sans fonctions et sans relations avec le sujet ».

## Psychologie de la forme et design

Logo du Bauhaus, créée en 1922 par Oskar Schlemmer.
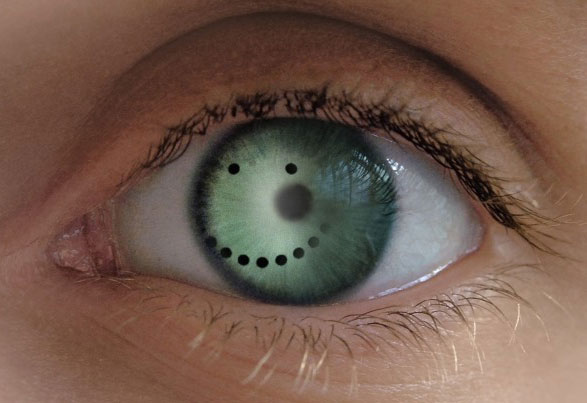
Gestalt dans l'œil, vue d'artiste, 2011.